# Энеида (Котляревский)
Энеи́да (укр. Енеїда) — поэма-бурлеск на сюжет одноимённой поэмы римского поэта Вергилия, написанная И. П. Котляревским как вольное переложение поэмы Н. П. Осипова «Виргилиева Енеида, вывороченная наизнанку», изданной ранее в 1791 году — первое произведение новой украинской литературы, написанное на народном языке.
«Энеида» имела приложение-глоссарий «Собраніе Малороссійскихъ словъ содержащихся въ Энеидѣ, и сверхъ того еще весьма многихъ иныхъ, издревле вошедшихъ въ Малороссійское нарѣчіе съ другихъ языковъ, или и коренныхъ Россійскихъ, но не употребительныхъ» (более 1000 слов).
В 1798 году в Петербурге вышли три первые части «Энеиды» Котляревского. Они были изданы без ведома автора. Это же издание было повторено в 1808 году. Сам Котляревский издал на средства С. М. Кочубея четыре части в 1809 году, внеся ряд изменений в опубликованный ранее текст. Пятая и шестая части были написаны в первой половине 1820-х годов, и первое полное издание «Энеиды» вышло в 1842 году в Харькове уже после смерти автора.
«Энеида» написана четырёхстопным ямбом, 10-строчной одической строфой, принятой в большинстве од Ломоносова и других поэтов классицизма (рифмовка АбАбВВгДДг).

## Сюжет
Еней бувъ паробокъ моторный

И хлопець хоть куды козакъ,

На лихо сдався винъ проворный

Завзятѣйший отъ всѣхъ бурлакъ,

Но Греки якъ спаливши Трою,

Зробили зъ неи скирту гною,

Винъ взявши торбу, тягу давъ,

Забравши де-якихъ троянцивь,

Осмаленыхъ, якъ гиря, ланцивъ,

Пятами зъ Трои накивавъ.
После падения Трои Эней собирает товарищей и отправляется в морской поход. Юнона, которая не любит Энея за то, что тот является сыном Венеры, спешит к богу ветров Эолу и просит его уничтожить Энея и всю его дружину. Эол не может отказать молодой красавице и велит ветрам взбудоражить море, что они и делают. Но Нептун по просьбе Энея (за немалую по тем временам сумму) укоряет ветры и успокаивает море. Между тем Венера отправляется к Зевсу с просьбой взять опеку над её сыном. Зевс обещает Венере, что пошлет её сыну счастливую судьбу. Благодаря ему, Эней после долгих блужданий попадает в город Карфаген, где царствует Дидона, влюбляется, гостит и пирует у неё два года. Это не нравится богу неба, грома и молний, ведающему всем миром Зевсу. Гневный бог посылает Меркурия, приказывая ему разлучить влюбленную пару и уговорить Энея продолжить плавание. Эней задумывает уехать тайком от Дидоны, но это ему не удаётся. Отъезжает только после бурной сцены с Дидоной, которая после его отъезда поджигает костер из тростника, бросается в огонь и находит там смерть.
Между тем на море вздымается буря. Троянцы, спасаясь, причаливают к Сицилийской земле, где их гостеприимно встречает король Ацест. Эней здесь устраивает поминки по своему отцу Анхису. Происходят игры, во время которых Дарес вступает в поединок с Энтелеем. За ходом соревнования присматривают боги с Олимпа, причем Венера просит Зевса помочь Даресу, а Бахус заступается за Энтелея. Но Зевс запрещает богам вмешиваться в ход поединка. Тогда Юнона подсылает Ирис к троянским женщинам, которых троянцы не взяли на пир, чтобы та посоветовала им поджечь троянские корабли, что они и делают. В отчаянии Эней обращается с молитвой к богам, и дождь тушит пожар. По наущению Анхиса, явившегося во сне Энею, троянцы отплывают из Сицилии. Венера вновь просит Зевса о ниспослании мореходам счастливого плавания.
Троянцы на море. Поют песни о Сагайдачном, о Сечи. Прибыв в Кумскую землю, Эней встречает ужасную Сивиллу, которая гадает ему про дальнейшую судьбу. С ней герой спускается в ад, образ которого составляет третью часть поэмы. Харон перевозит его через реку Стикс. Эней осматривает ад, видит разных грешников и во время путешествия встречает Дидону и отца Анхиса, после чего снова пускается в море. Троянцы счастливо минуют остров царицы-волшебницы Цирцеи, приезжают в страну Латина, где изучают латинский язык и просят Латина принять их в своей стране. Латин устраивает в их честь пир и собирается даже отдать свою дочь Лавису за Энея. Однако Юнона не хочет этого допустить и посылает ведьму Фурию, которая подстрекает против Энея жену Латина Амату и рутульского царя Турна. Между троянцами и латинцами вспыхивает война. Непосредственной причиной становится пёс старой няньки, которого во времени охоты загрызли собаки троянцев. Возмущенный Эней отправляется за советом к Эвандру, аркадскому королю, и просит у него помощи. Между тем Венера добывает для него новое оружие у Вулкана. Эвандр даёт Энею войско под предводительством сына Палланта. Начинается упорный бой, в ходе которого проявляют рыцарскую доблесть Нис и Евриал. В борьбе с более многочисленным сильным врагом оба погибают. В то время, когда между войсками Энея и Турна идут упорные схватки, на Олимпе спорят боги. В бою погибает и Паллант. В конце военные вожди, Эней и Турн, встречаются в поединке, в котором Эней побеждает соперника.

## Словарь украинских слов Котляревского
Оригинальный текст произведения Котляревского написан фонетическим письмом на основе современной ему русской орографии (которое позднее получит название ярыжка) с незначительными рудиментами старокнижного этимологического правописания. Более поздние издания придерживаются современного нормативного украинского правописания. Исследователи относят текст «Энеиды» к полтавскому наречию украинского языка. Котляревский также составил «Словарю малороссийских слов» примерно из 1000 слов, которые были использованы в произведении и могли быть непонятными для русского читателя.
В украинской лексикографии этому словарю придаётся большое значение. Котляревский также отметил в нём различия внешне сходных и однокоренных русских и украинских слов: укр. старцi — рус. ‘нищие’; укр. окроп — рус. ‘кипяток’; укр. баня — рус. ‘купол, глава на церкви’; укр. дитина — рус. ‘ребёнок’; укр. гной — рус. ‘навоз’ и др.

## Значение поэмы
«Энеида» продолжает полуторавековую европейскую традицию ироикомических перелицовок «Энеиды» Вергилия, начатую во Франции П. Скарроном («Вергилий наизнанку»), продолженную в Австрии А. Блюмауэром и на восточнославянской почве подхваченную русским поэтом Н. П. Осиповым («Вергилиева Енеида, вывороченная наизнанку»). Позже по образцу «Энеиды» Котляревского была написана белорусская «Энеида наизнанку» В. П. Ровинского.
Хотя Котляревский почерпнул идею, стихотворный размер и общую канву своей «Энеиды» у Н. П. Осипова, он создал интересное, оригинальное произведение. Главные черты его самобытной творческой работы проявились в искреннем народном колорите всего произведения и его юмористической окраске. И. П. Котляревский сумел на основе, перенятой у Вергилия, создать живые образы современного ему украинского быта и условий жизни. Писатель перенёс сюжетные события на украинскую почву. Эней и его товарищи выступают перед читателями как кошевой атаман и его запорожские казаки.
Нрав, поведение, язык, обычаи, одежда, оружие Энея и его товарищей — всё это запорожское, украинское. В фигурах олимпийских богов легко распознать украинских панов-помещиков с их разгульным нравом, недостатками и химерами. В «Энеиде» Котляревского содержится богатый этнографический материал, описание народной одежды, еды, пиршеств, игр, танцев, музыки, песен, домашней обстановки, народных обычаев, обрядов, вечерниц, верований, ворожбы, похорон, поминок и др. Всё это придает его произведению яркий национальный украинский колорит. Автор употребляет нарочито древние слова, макаронизмы, и даже, возможно, придумывает слова «под старину» (например, «джерегели»).
Книга быстро распространилась по Украине во множестве списков, сопровождаемая добавлениями читателей. Также отдельные строки[какие?] из «Энеиды» цитировались Н. В. Гоголем в «Вечерах на хуторе близ Диканьки».

## Экранизация
В 1969 году к 200-летию И. Котляревского по мотивам его поэмы был выпущен мультфильм «Приключения казака Энея».
В 1991 году по мотивам произведения был выпущен мультфильм «Энеида» (укр. Енеїда).

## Галерея

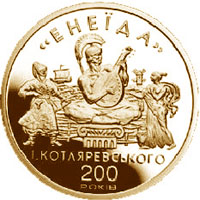
Памятная монета Нацбанка Украины, посвящённая 200-летию «Энеиды» И. П. Котляревского
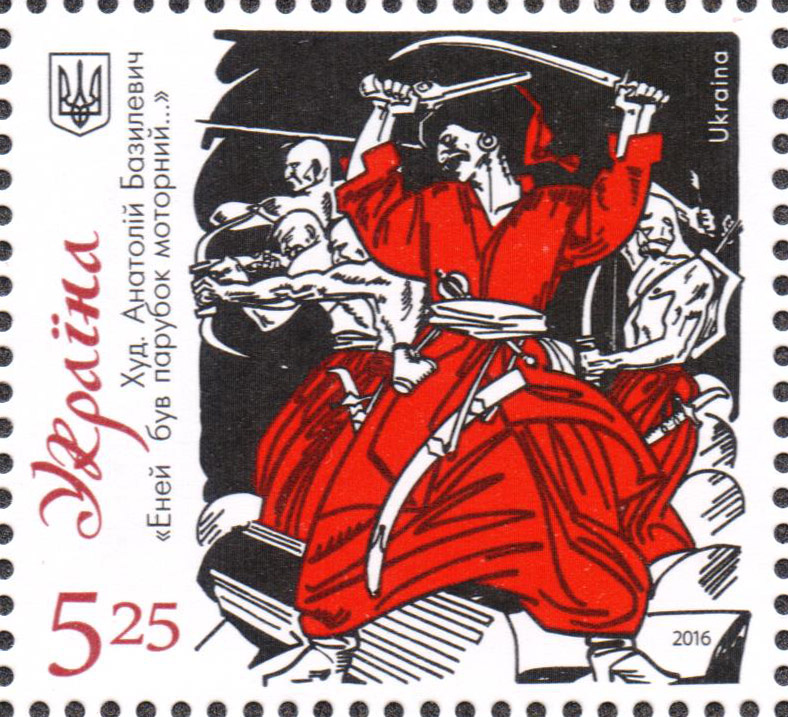
Почтовая марка Украины, посвящённая «Энеиде» Котляревского (2016)
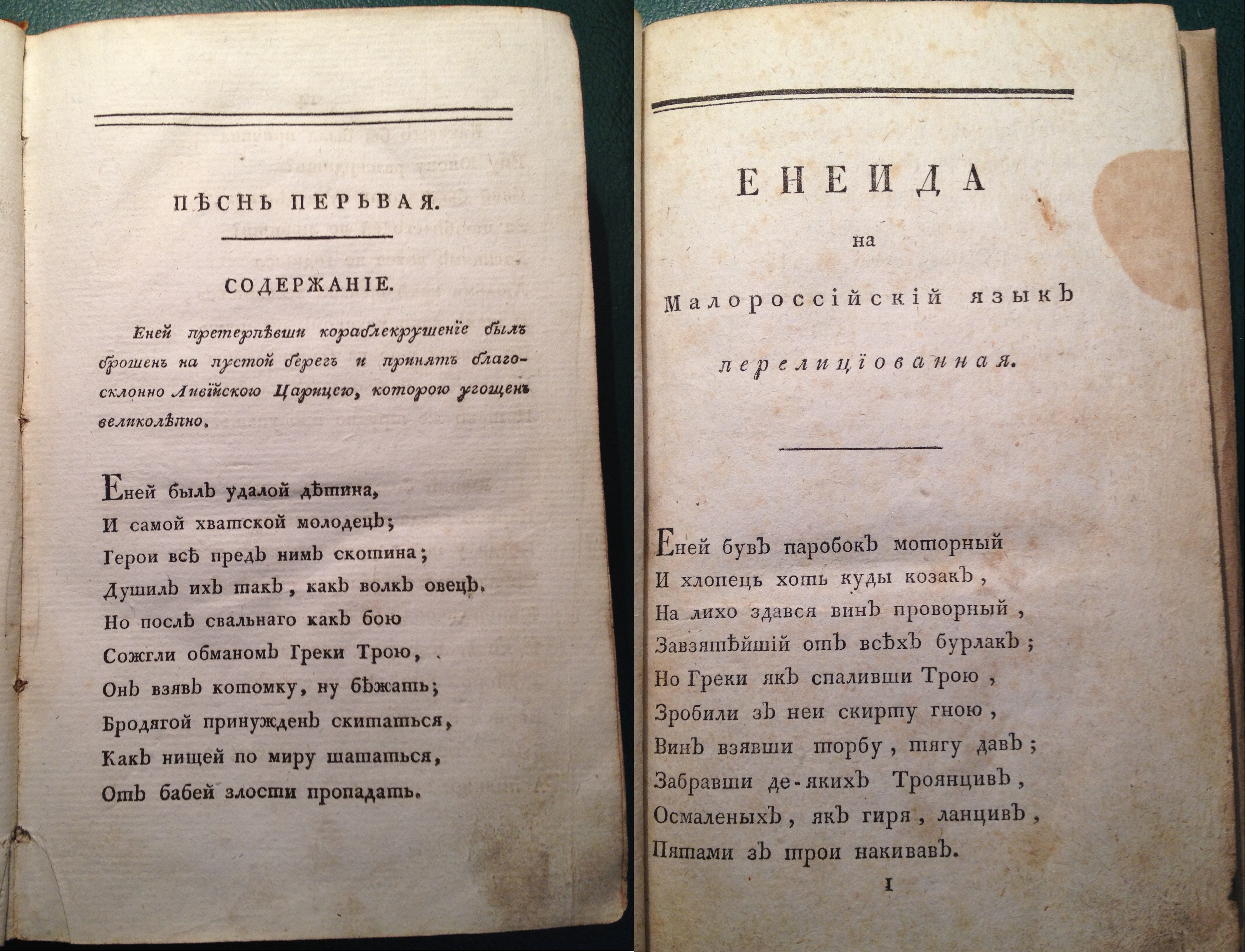
Первая строфа «Энеиды» Осипова и «Энеиды» Котляревского
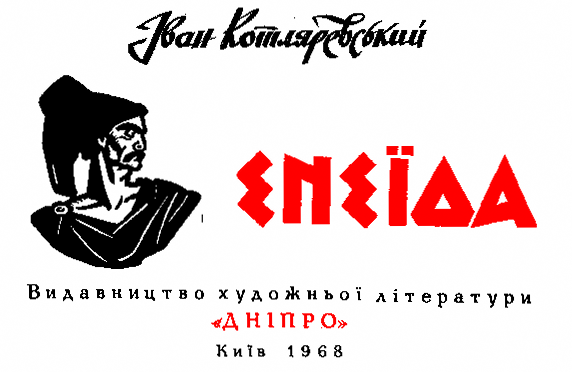
«Энеида» И. П. Котляревского. Издание 1968 года. Художник А. Д. Базилевич